# 紫色棱子芹
紫色棱子芹（学名：Pleurospermum atropurpureum）为伞形科棱子芹属的植物，是中国的特有植物。分布在中国大陆的西藏等地，生长于海拔3,800米的地区，多生在坡地上，目前尚未由人工引种栽培。